# Estádio Dr. Magalhães Pessoa
Estádio Dr. Magalhães Pessoa je portugalský stadion ve městě Leiria. Byl postaven v roce 1966 a rozšířen před EURO v roce 2004. Leží poblíž Leirijského hradu uprostřed historicky významného borového lesa. Svým vzhledem připomíná oceán díky pozoruhodné rozvlněné střeše. Na stadioně se odehrály dva zápasy základní skupiny EURA 2004.